# Mark Critz

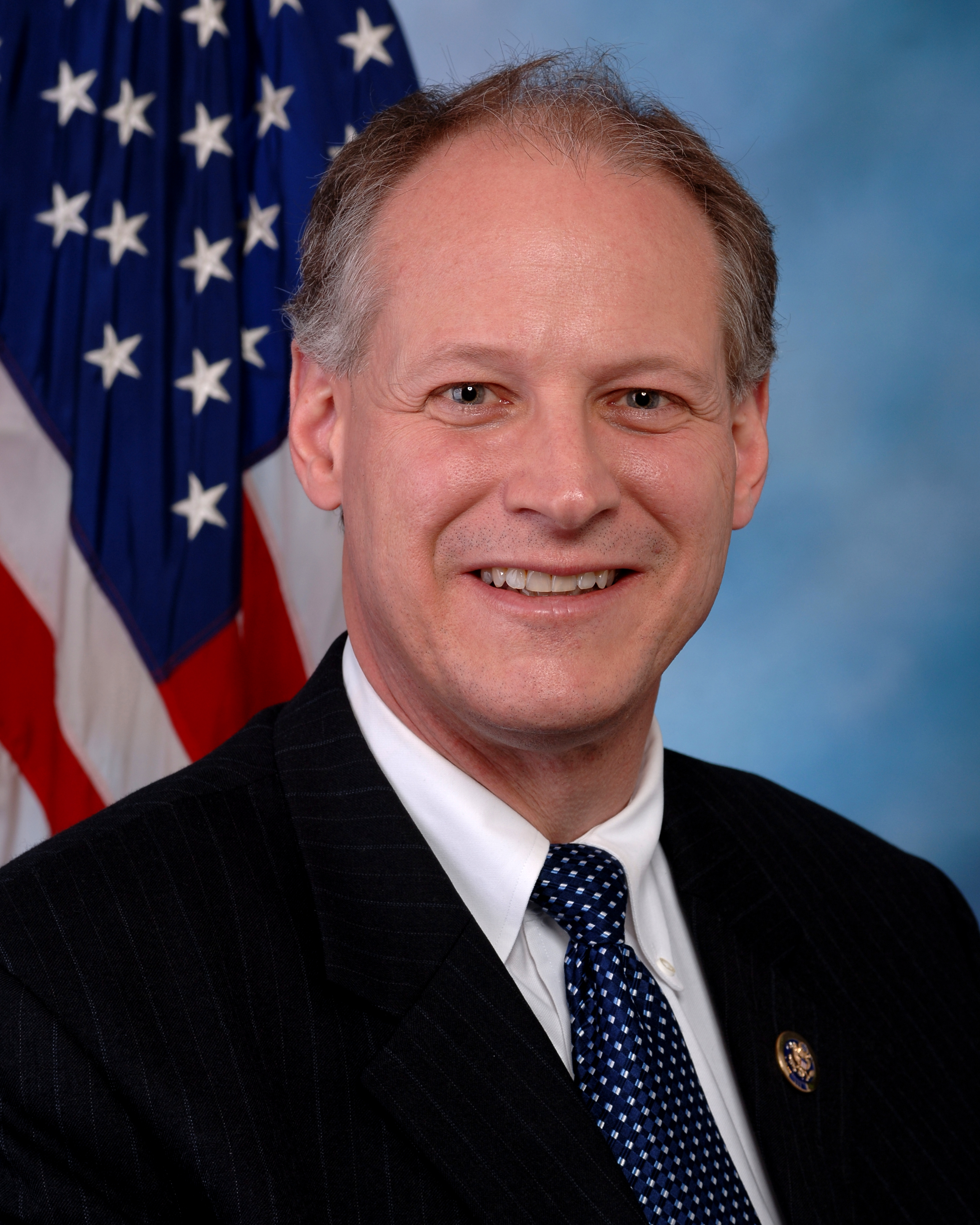
Mark Critz (2010)

Mark Stephen Critz (* 5. Januar 1962 in Irwin, Westmoreland County, Pennsylvania) ist ein amerikanischer Politiker. Zwischen 2010 und 2013 vertrat er den Bundesstaat Pennsylvania im US-Repräsentantenhaus. In der Wahl 2012 unterlag er seinem republikanischen Mitbewerber Keith Rothfus.
Critz studierte bis 1987 an der Indiana University in Pennsylvania. Danach war er als privater Geschäftsmann tätig. Unter anderem war er Manager eines Roy-Rogers-Restaurants in Wilmington (Delaware). Danach war er zeitweise in der Bauindustrie tätig. Politisch wurde er Mitglied der Demokratischen Partei. Zwischen 1998 und 2010 gehörte er zum Stab des Kongressabgeordneten John Murtha.
Nach Murthas Tod wurde Critz bei der fälligen Nachwahl für den zwölften Sitz von Pennsylvania als dessen Nachfolger in das US-Repräsentantenhaus in Washington, D.C. gewählt, wo er am 18. Mai 2010 sein neues Mandat antrat. Nach einer Wiederwahl konnte er sein Mandat im Kongress bis zum 3. Januar 2013 ausüben. Critz war Mitglied im Streitkräfteausschuss und im Committee on Small Business sowie in insgesamt fünf Unterausschüssen. Er gehörte auch acht Congressional Caucuses an. Critz erwog Mitte 2013, sich bei der Wahl 2014 wieder für denselben Sitz zu bewerben, entschied sich aber stattdessen dafür, 2014 ins Rennen als Vizegouverneur von Pennsylvania zu gehen.
Mit seiner Frau hat er zwei Kinder; die Familie lebt in Johnstown.